# شفق

شفق در هنگام صبح، ایران

شفق نور ضعیفی است که بعد از غروب یا پیش از طلوع آفتاب، وقتی خورشید در زیر افق قرار دارد، با بازتاب نور خورشید از لایه‌های بالای جو در روی زمین ناشی می‌شود که زمین را روشن می‌کند.

## نگارخانه

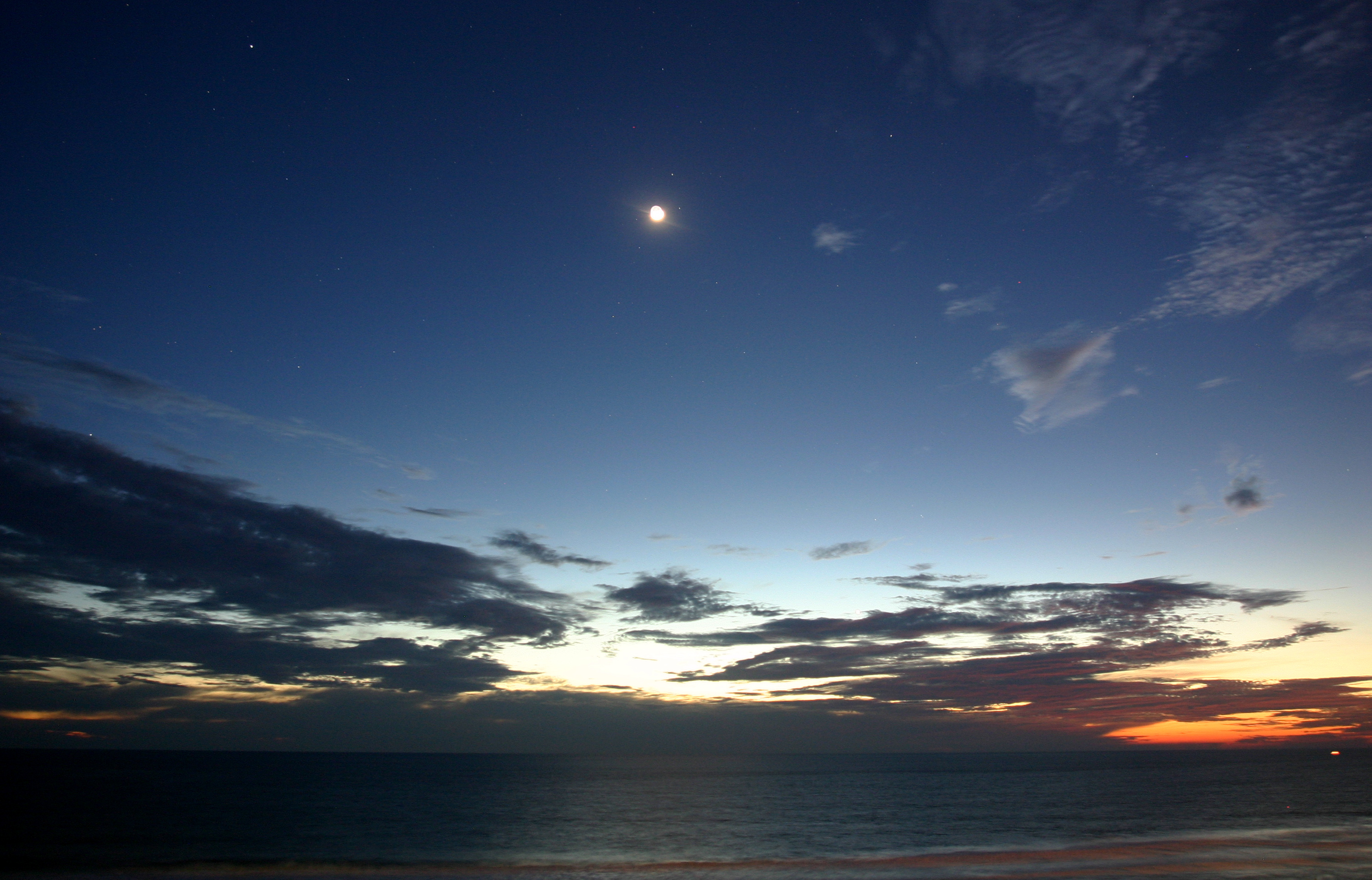
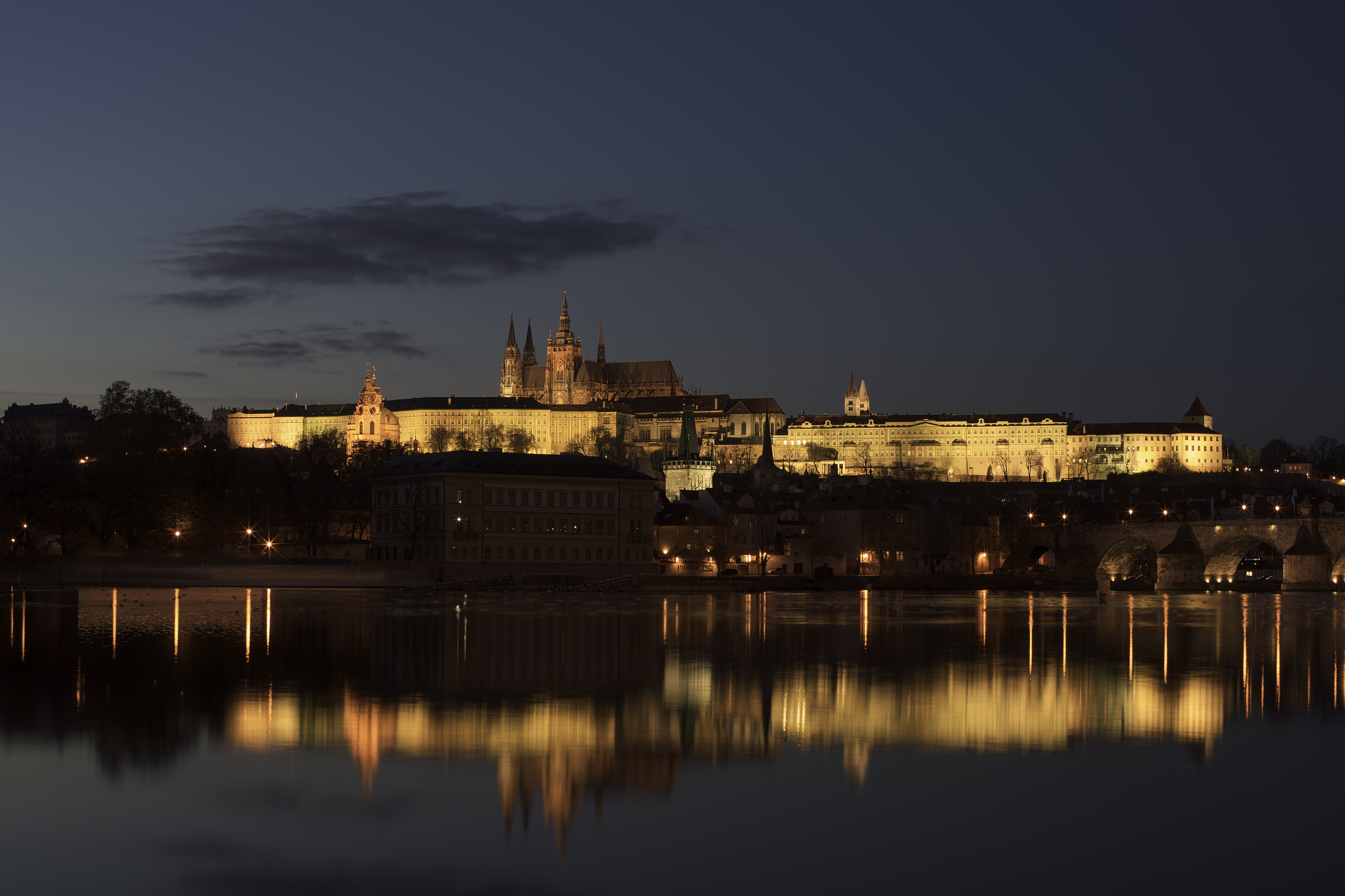
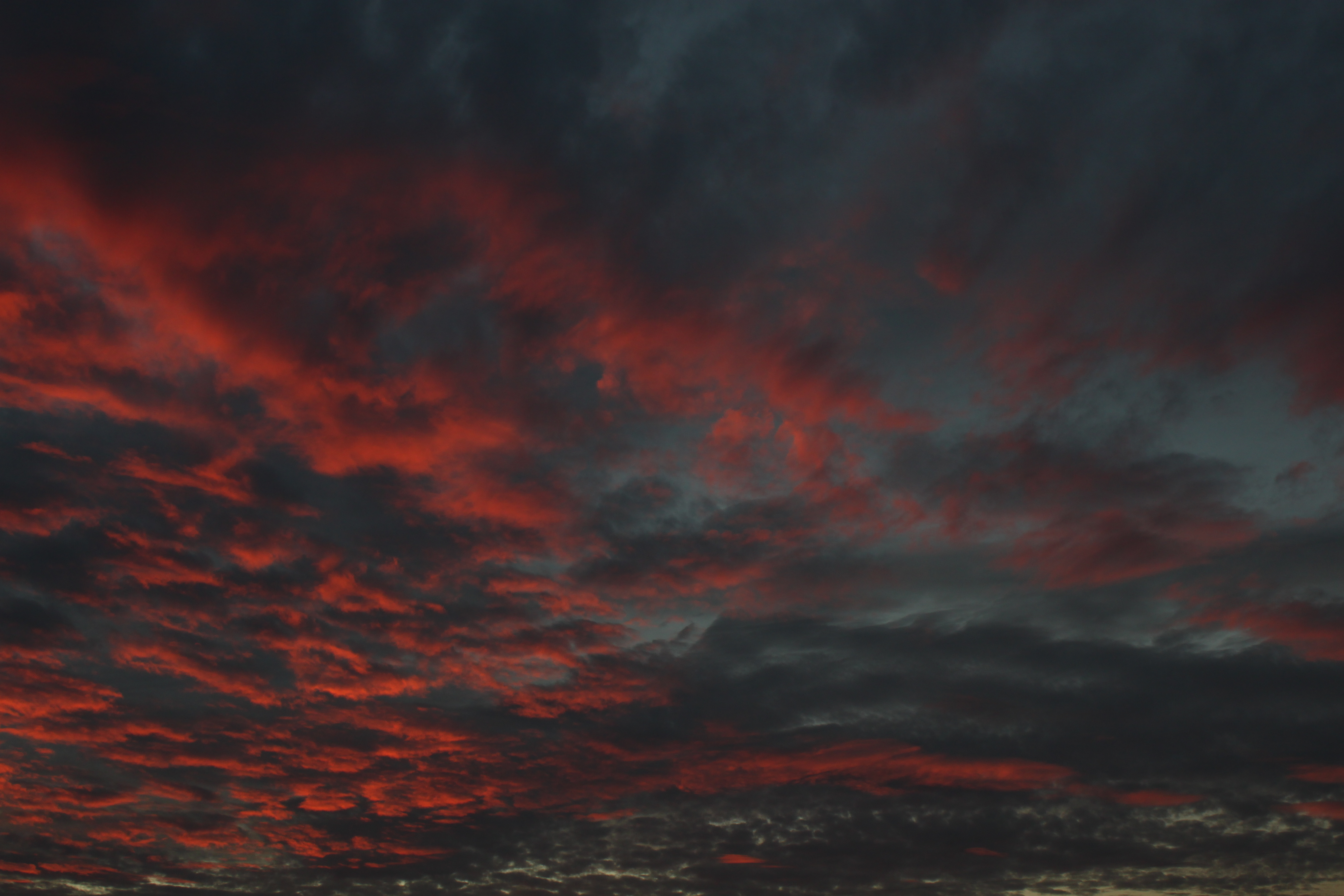